# 小行星10498
小行星10498（10498 Bobgent）是一颗绕太阳运转的小行星，为主小行星带小行星。该小行星于1986年9月11日发现。

## 轨道参数
小行星10498的轨道半长轴为2.2861110 UA，离心率为0.260。